# Domenico Cocoli
Domenico Cocoli o Coccoli (Brescia, 12 agosto 1747 – 27 novembre 1812) è stato un matematico e fisico italiano attivo in particolare nell'ambito dell'ingegneria idraulica.

## Biografia
Nato a Brescia, iniziò a studiare l'architettura e in seguito gli fu assegnata una pensione da un ricco mecenate per proseguire i suoi studi. Nel 1774 ebbe la cattedra di fisica e matematica. Nel 1777 pubblicò Elementi di geometri e trigonometria. Grazie anche alla fama del libro, divenne consulente della Repubblica di Venezia essendo tra i cinque fisici che si occuparono del problema di arginare le piene del fiume Brenta e fino al 1797 svolse vari incarichi. Nel 1802 fu nominato membro del Collegio elettorale dei dotti della Repubblica Italiana napoleonica.

## Opere
- Proposizioni fisico-matematiche, Brescia, Francesco Ragnoli, 1775.
- Dissertazione sopra il quesito Stabilire la vera teoria delle acque uscenti da' fori aperti ne' vasi, e mostrare in quai circostanze possa ella applicarsi alle acque correnti negli alvei naturali, Brescia, Fratelli Pasini, 1783.
- Elementi di geometria e trigonometria ad uso delle scuole pubbliche dell'illustrissima città di Brescia, Brescia, Fratelli Pasini, 1792.